# Bomolocha rufescens
Bomolocha rufescens är en fjärilsart som beskrevs av Tutt 1892. Bomolocha rufescens ingår i släktet Bomolocha och familjen nattflyn. Inga underarter finns listade i Catalogue of Life.